# Киткин, Герман Олегович
Киткин, Герман Олегович (род. 23 июня 1994, Оренбург) — российский пианист и дирижёр, лауреат международных музыкальных конкурсов. Обладатель специального приза Музыкального Фестиваля в Аспене (США).

## Биография
Герман Киткин родился в Оренбурге в 1994 г. Музыкой начал заниматься в возрасте 7 лет. В 2009 году поступил в Московский Колледж Музыкального Исполнительства имени Ф.Шопена в класс профессора Веры Горностаевой. В 2013 году поступил в МГК имени П. И. Чайковского в класс профессора М. С. Воскресенского.
За годы обучения неоднократно становился лауреатом международных конкурсов в России, Европе, США и Японии:
- 2013 — Конкурс пианистов в Орхусе (Дания)
- 2013 — Конкурс пианистов имени Нейгауза (Москва)
- 2014 — премия YAMAHA MUSIC AWARD
- 2017 — Конкурс пианистов имени С.Бендицкого (Россия)
- 2017 — Конкурс пианистов Shigeru Kawai в Токио (Япония)
- 2018 — Конкурс пианистов в Такамацу (Япония)

С 2015 г. солист Санкт-Петербургского Дома Музыки.
в 2020 г. Окончил Казанскую Государственную Консерватория по классу оперно-симфонического дирижирования (профессор С.Ферулев).
Сотрудничал и выступал с оркестрами: Hamamatsu Philharmonic orchestra, Seto Philharmonic Orchestra, Takamatsu Philharmonic Orchestra, Aspen Festival Orchestra, Симфонический Оркестр Ярославской филармании, Ульяновский Государственный Академический Симфонический оркестр, Тюменский Филармонический Оркестр, Театр Оперы и Балета республики Саха(Якутия)
В 2022 г. удостоен специального приза Аспенского фестиваля (США)